# كاثلين جرين
كاثلين جرين عالمة أحياء خلوية تركز أبحاثها على كيفية قيام الاتصال الخلوي بتحريك شكل الأنسجة ووظائفها. هي أستاذة جوزيف إل مايبيري لعلم الأمراض وعلم السموم وأستاذة الأمراض الجلدية في كلية الطب بجامعة نورث وسترن في فينبرغ في شيكاغو. وهي تعمل أيضًا كمدير مشارك للعلوم الأساسية في مركز روبرت إتش لوري الشامل للسرطان بجامعة نورث وسترن.

## التعليم والوظيفة المبكرة
حصلت جرين على درجة البكالوريوس في علم الأحياء من كلية بومونا في كليرمونت، كاليفورنيا. وذهبت للدراسة مع ديفيد كيرك  في جامعة واشنطن في سانت لويس حيث درست التطور في الكائن النموذجي فولفوكس كارتيري. حصلت على درجة الدكتوراه في الخلية وعلم الأحياء التطوري في عام 1982. بعد حصولها على درجة الدكتوراه، انتقلت جرين إلى شيكاغو حيث أجرت تدريبًا بعد الدكتوراه في كلية الطب بجامعة نورث وسترن في مختبر روبرت جولدمان، الذي تضمن عمله تحديد وتوصيف الهيكل الخلوي للخيوط الوسيطة. قرب نهاية هذه الفترة الزمنية، شرعت الدكتورة جرين في استنساخ وتسلسل وتمييز ديسموبلاكين، الذي هو جزيء أساسي يربط الهيكل الخلوي للخيوط الوسيطة بالوصلات بين الخلايا المعروفة باسم ديسموسومات. وضع عملها في ديسموبلاكين الأساس لمهنة مستقلة بدأت في عام 1987 كعضو هيئة تدريس في قسم علم الأمراض في جامعة نورث وسترن.

## القيادة والخدمة
غرين هي  نائب رئيس تحرير مجلة العلوم الخلوية.

## الجوائز والتكريمات
- عضو فخري في جمعية الأمراض الجلدية الاستقصائية. (2019)[6]
- جائزة أعضاء هيئة التدريس الثلاثية في علم الترجمة والتعليم، جامعة نورث وسترن. (2019)[7]
- جائزة ديفيد مارتن كارتر مينتور السادسة والعشرون، الجمعية الأمريكية للبشرة. (2018)[8]
- جائزة أبحاث ألكسندر فون هومبولت. (2015-16)[9]
- تم انتخابه كزميل في الجمعية الأمريكية لعلم الأحياء الخلوي. (2017)
- انتخب في الأكاديمية الوطنية الألمانية للعلوم (ليوبولدينا). (2016)[10]
- محاضرة تانيوكو كيهي، الجمعية اليابانية للأمراض الجلدية الاستقصائية.(2006)[11]